# Teresa Mangiacapre
Teresa Mangiacapre née le 9 juillet 1948 à Sant'Antimo, morte à Naples en mai 2018, est une sculptrice et artiste féministe italienne. En 1970, elle fonde avec sa sœur Lina Mangiacapre et Silvana Campese le collectif féministe napolitain, Le Nemesiache.

## Biographie
Teresa Mangiacapre est élevée par de grandes tantes laïques religieuses. Son frère Umberto et sa sœur Lina vivent chez d'autres tantes. Elle est enfant quand la famille se retrouve et s'installe définitivement à Naples. Teresa est fascinée par l'atelier de menuiserie de son père.
La figure de sa sœur Lina est prépondérante pour sa construction et sa créativité. En 1970, Lina Mangiacapre, Teresa Mangiacapre et Silvana Campese créent le collectif féministe Le Nemesiache. La production artistique est pour le collectif un moyen de prise de conscience, d'émancipation, d'appropriation et de libération des femmes. Elles s'emparent de la mythologie et en proposent une nouvelle version. Lina Mangiacapre prend le nom de Nemesis, sa sœur Teresa Niobe, Silvana Campese devient Médée. Au sein du collectif Le Nemesiache, elle réalise des films en super 8. Elle est actrice dans Didone non è morta. Elle joue dans des pièces de théâtre. En 1988, elle réalise le visuel et le graphisme de la revue Manifesta.
Son travail personnel tourne autour de la figure de l'ange qui représente à la fois l'harmonie, la beauté et la lutte contre toutes formes d'injustices. Elle utilise l'argile, le tuf, le plastique, le marbre. Elle donne à son travail une dimension spirituelle. Elle expose dans des lieux sacrés :  église, cloîtres, archives, sites historiques.
Elle assiste impuissante à l'incendie qui détruit entièrement la menuiserie de son père. Elle prélève alors des pièces brûlées qu'elle intègre ultérieurement dans ses œuvres.  Elle expose des vestiges de l'incendie en 1991 à Herculanum. Elle expérimente les images numériques, à partir d'autoportraits, de photographies de paysages.
En 2017, elle réalise une exposition et une performance. Elle présente plusieurs séries : des photographies imprimées sur de la toile, des anges pris dans une toile d'araignée, des figurines de couleur argenté et l'ange de l'hospitalité fait de fer et de néon.
En 2018, Teresa Mangiacapre publie le texte Domenica 20 luglio 2008 : confessioni di un ex killer. À travers lettres intimes et témoignages elle explore les incertitudes et la violence d'un tueur repentant de la Camorra.
En 2018, la mort brutale de Teresa Mangiacapre met fin au projet de Le Nemesiache. Le conseil d'administration décide de dissoudre l'association en juillet 2018.

## Publication
- (it) Domenica 20 luglio 2008 : confessioni di un ex killer, Villanova di Guidonia, Aletti, 2018, 65 p. (ISBN 9788859148814)

## Expositions
- Io/Niobe/le altre, Rome, 1983
- Il Tempo e gli Angeli, Scuderie di Villa Campolieto, Herculanum, 1991
- Vibrazioni su scale di differenze, Sala del Prigioni du Castel dell’Ovo, Naples, 2008
- L’Antro della Sibilla, la 2° edizione di Land Art, Lago d’Averno, 2010[7]
- Ritornano gli Angeli, Complesso monumentale dell'annunziata, Naples, 2012[8]

- Niobe – Sculture da Indossare, Pan - Museo dell'immagine, Naples, 2014[9]
- Bellezza dell’Accoglienza, MyES space Arte, Naples, 2017[4]